# Mauro Ney Palmeiro
Mauro Ney Machado Monteiro Palmeiro foi presidente do Botafogo de Futebol e Regatas.
Mauro Ney Palmeiro teve duas passagens no cargo: de 1992 a 1993, quando assumiu o lugar de Emil Pinheiro, que havia renunciado, e o clube sagrou-se campeão da Copa Conmebol; e entre 2000 e 2002. 
Neste segundo mandato, Mauro Ney envolveu-se em discóridas com o senador José Roberto Arruda, do PSDB-DF. Os dois divergiam quanto a legalidade do rebaixamento do Gama para o Campeonato Brasileiro de 2000, que culminou na criação da Copa João Havelange devido ao Caso Sandro Hiroshi.
Além disso, sua administração foi marcada por atrasos de salários, pelo rebaixamento do time a Série B do Campeonato Brasileiro e pela introdução de Bebeto de Freitas como secretário-geral do Botafogo. Bebeto ficou no cargo por quatro meses, até desentender-se com Mauro Ney Palmeiro e pedir demissão. Bebeto de Freitas viria a ser eleito presidente do clube ao final daquele ano de 2002.
Atualmente, Mauro Ney Palmeiro mantêm-se como membro do Conselho Deliberativo do clube.